# Stary cmentarz żydowski w Nidzicy
Stary cmentarz żydowski w Nidzicy – został założony w I połowie XIX wieku i zajmuje powierzchnię 0,16 ha. Na cmentarzu zachowało się około osiemnastu macew, spośród których najstarsza powstała w 1870 roku. Nekropolia była wykorzystywana do lat 30. XX wieku, w okresie III Rzeszy uległa dewastacji. 